# 朝阳门站 (北京市)
朝阳门站是一个位于中国北京市东城区朝阳门街道、东四街道与朝阳区朝外街道交界东二环路、朝阳门内大街、朝阳门外大街、朝阳门南大街、朝阳门北大街交叉口朝阳门桥下方，属于北京地铁2号线和6号线的地铁换乘站。

## 位置
地铁2号线车站位于朝阳门桥，即朝阳门外大街－朝阳门內大街（东西向）与朝阳门南大街－朝阳门北大街（东二环，南北向）交汇处。呈南北走向。
地铁6号线车站位于朝阳门桥西侧，即朝阳门內大街下方，呈东西走向。

## 车站结构

### 楼层分布
| 地面层                                  | 街道                  | A–H出入口                                          |
| 地下一层 2号线站厅层 6号线F/G口售检票区 | 站厅                  | 票务服务、自动售票机、一卡通充值、朝阳门SOHO出入口 |
| 地下二层 2号线站台层 6号线站厅层        | 站厅                  | 票务服务、自动售票机、一卡通充值                   |
| 地下二层 2号线站台层 6号线站厅层        | 2号线外环（东四十条） |                                                    |
| 地下二层 2号线站台层 6号线站厅层        | 岛式站台，左側開门    |                                                    |
| 地下二层 2号线站台层 6号线站厅层        | 2号线内环（建国门）   |                                                    |
| 地下三层 6号线站台层                    |                       | 6号线往金安桥（东四）                              |
| 地下三层 6号线站台层                    | 岛式站台，左側開门    |                                                    |
| 地下三层 6号线站台层                    | 6号线往潞城（东大桥） |                                                    |

### 站厅及换乘
朝阳门站两线车站采用T型布置，2号线与6号线通过通道换乘，客流采取单向组织措施；其中2号线换乘6号线需通过2号线站台中部的换乘节点上行至西向换乘通道，再通过自动扶梯或楼梯下行至6号线站厅东部；6号线换乘2号线则通过站厅南北两侧的换乘通道实现，北侧通道位于F口通道内，从F口售检票厅通往2号线北站厅，南侧通道位于G口通道内，通往自身不设出入口的2号线南站厅。
此外，6号线站厅北侧设有以太阳、凤凰和朝阳门城楼为核心的陶瓷壁画《凤舞朝阳》，站厅南侧设有描绘朝阳门京杭大运河漕运码头运粮场景的陶瓷壁画《京东粮道》，两幅壁画的总设计由周令钊、陈若菊伉俪担纲，与清华大学美术学院陶瓷系联合制作，采用了此前在中国大型公共壁画领域极其少见的高浮雕亚光陶瓷工艺。

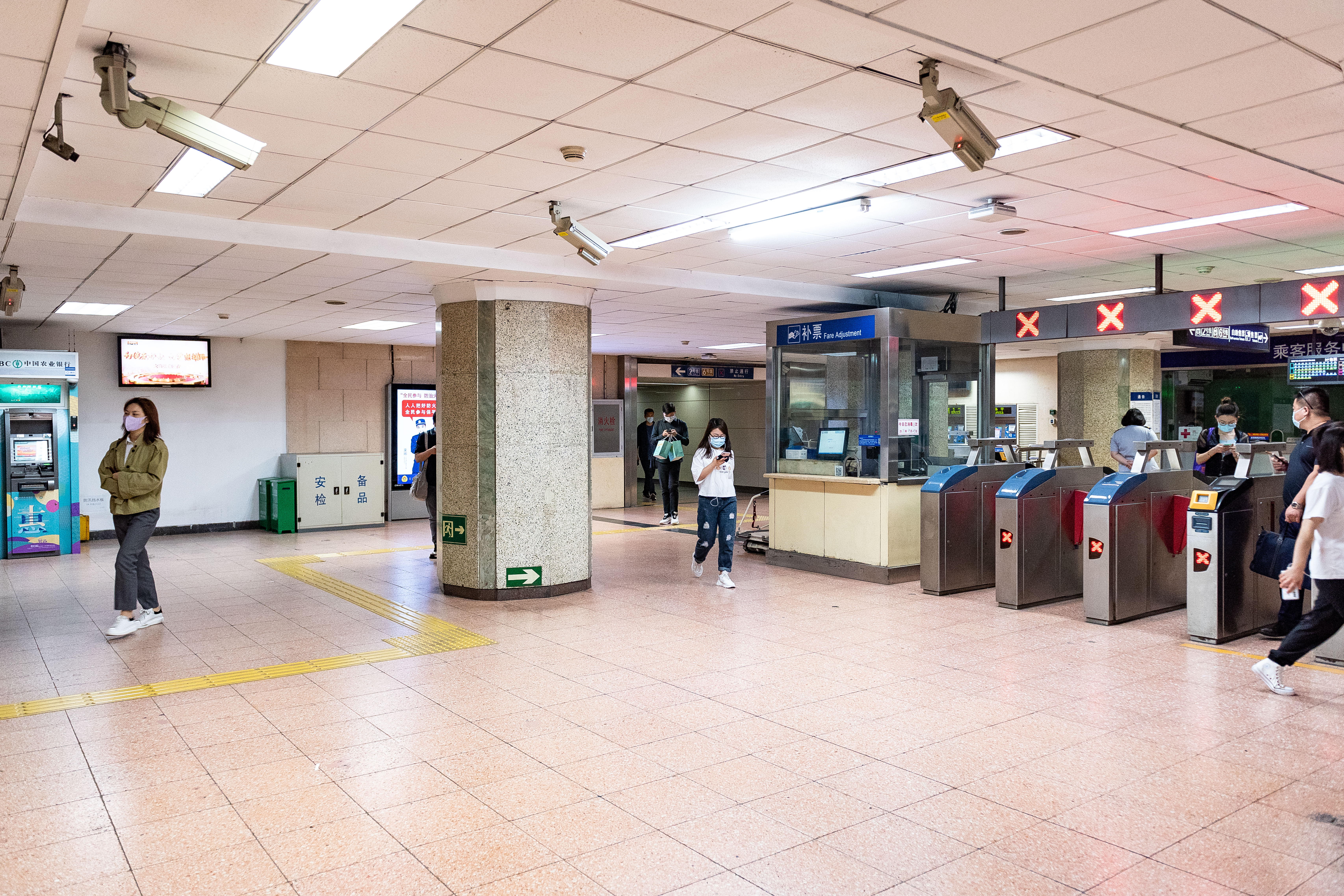
2号线北站厅
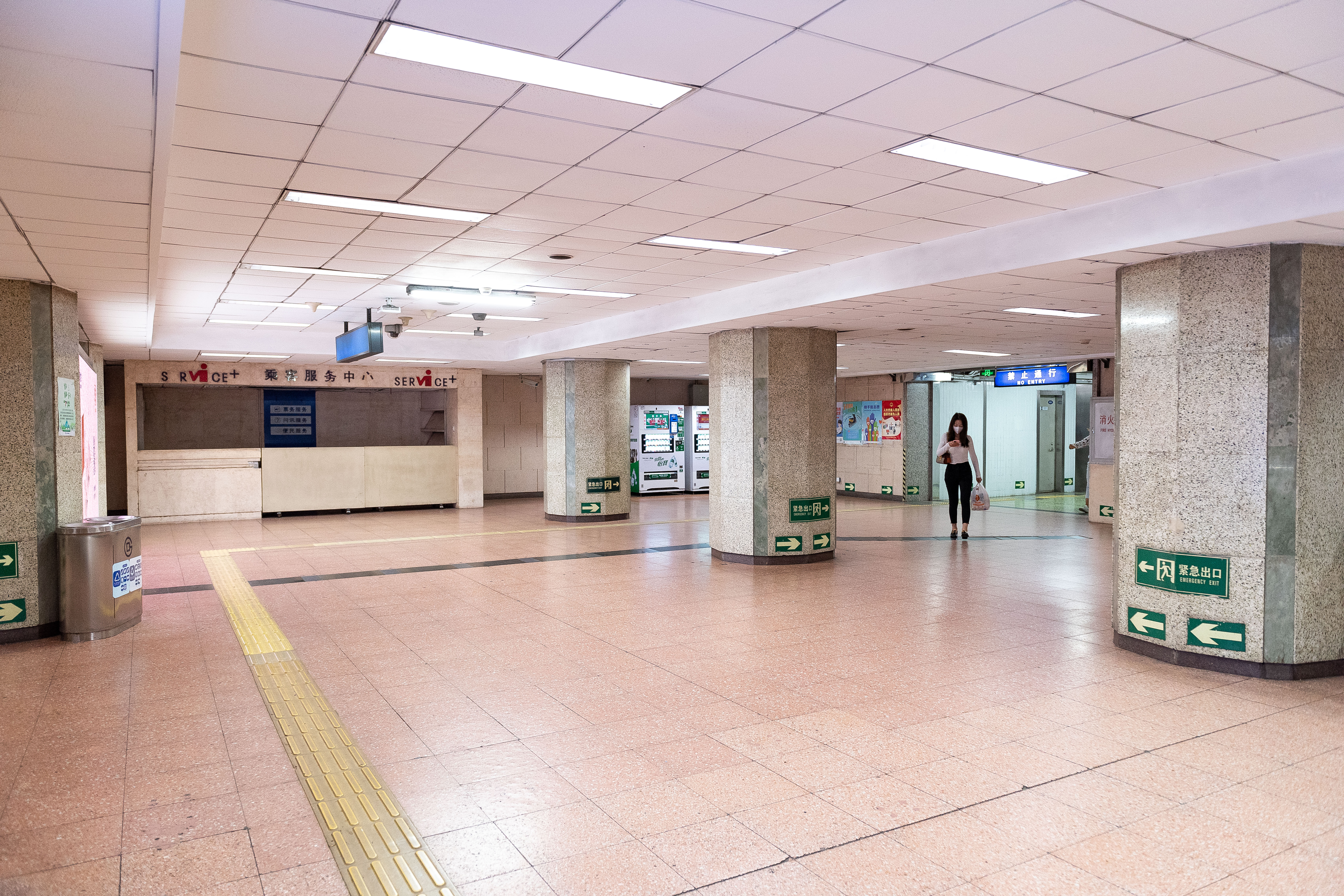
2号线南站厅，仅供6号线换乘2号线使用
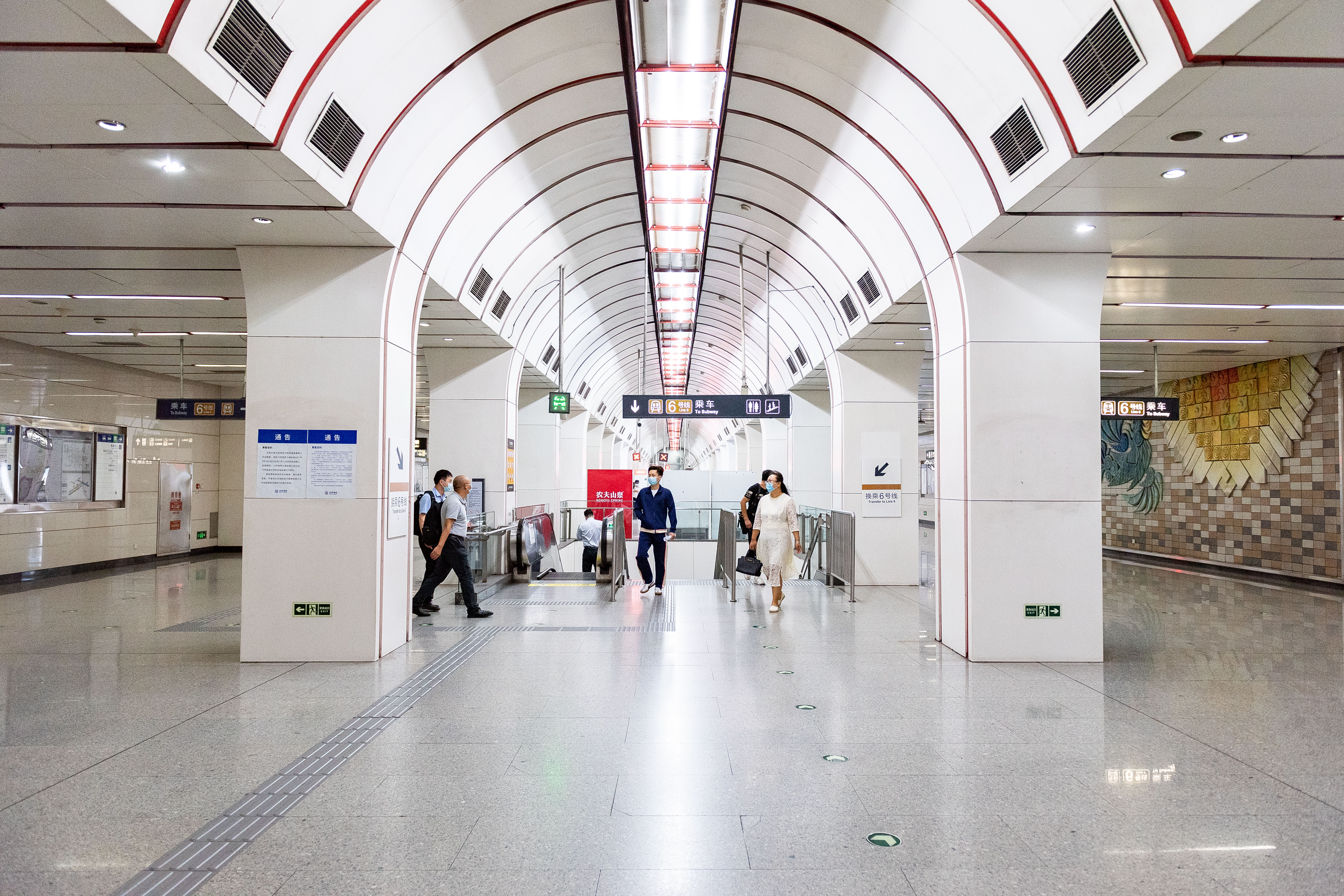
6号线站厅东部
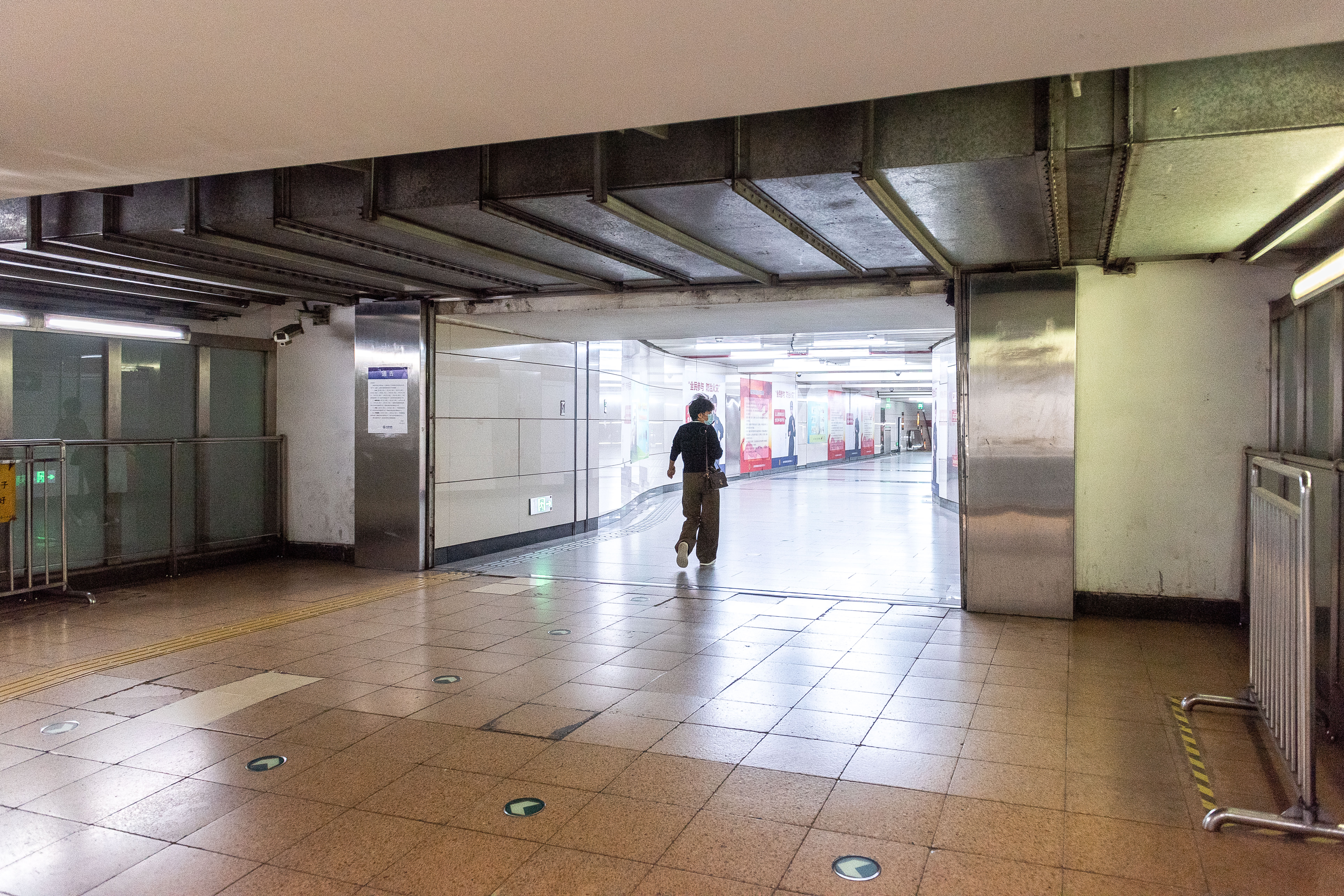
2号线通往6号线的换乘通道口
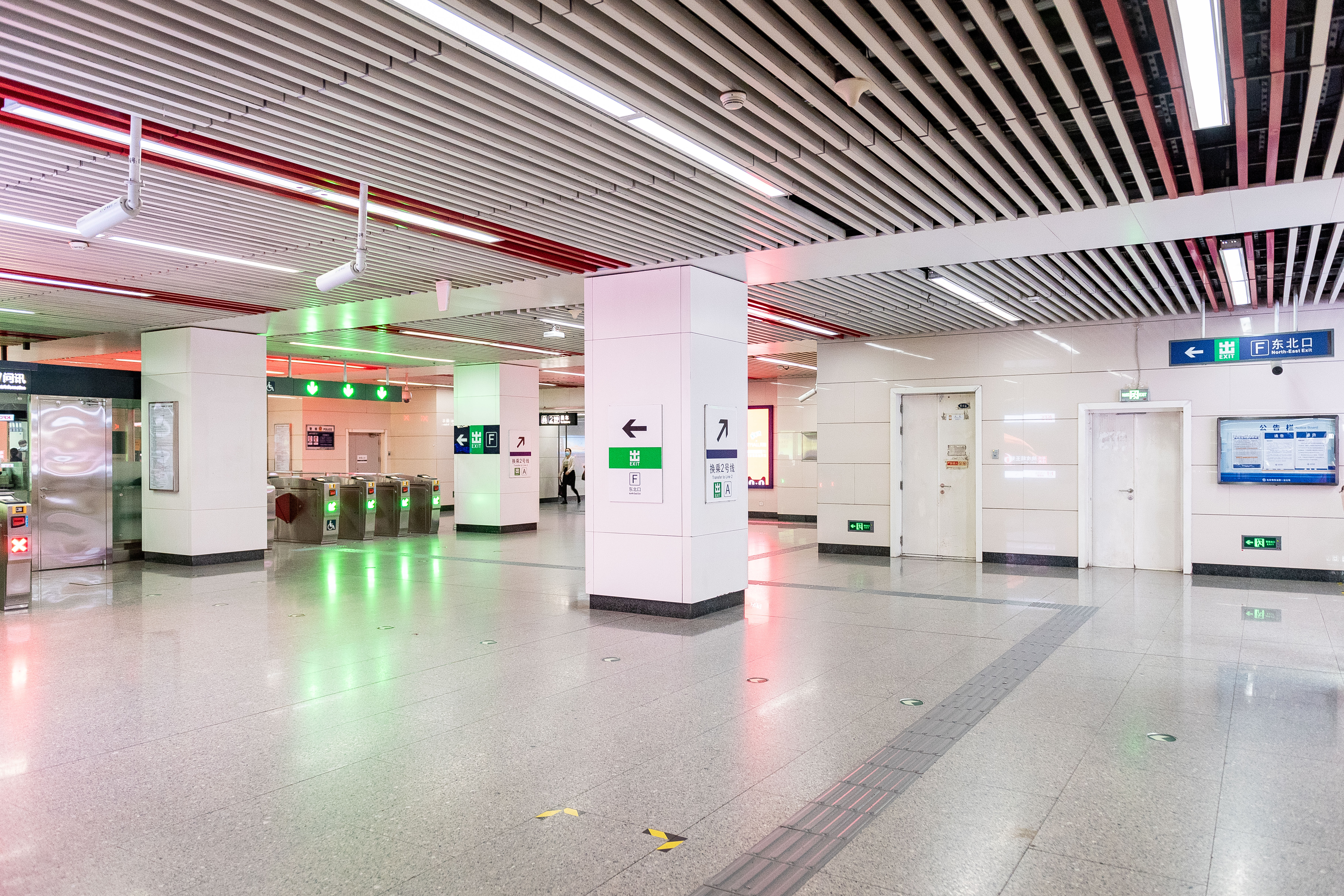
设有往2号线通道的F口售检票厅

### 站台
2号线站台为岛式站台，位于东二环地底，中部偏西侧设有通往6号线站厅的换乘楼梯。6号线站台亦为岛式站台，位于朝阳门内大街地底。

2號線站台全景图（2017年9月摄）

## 出口

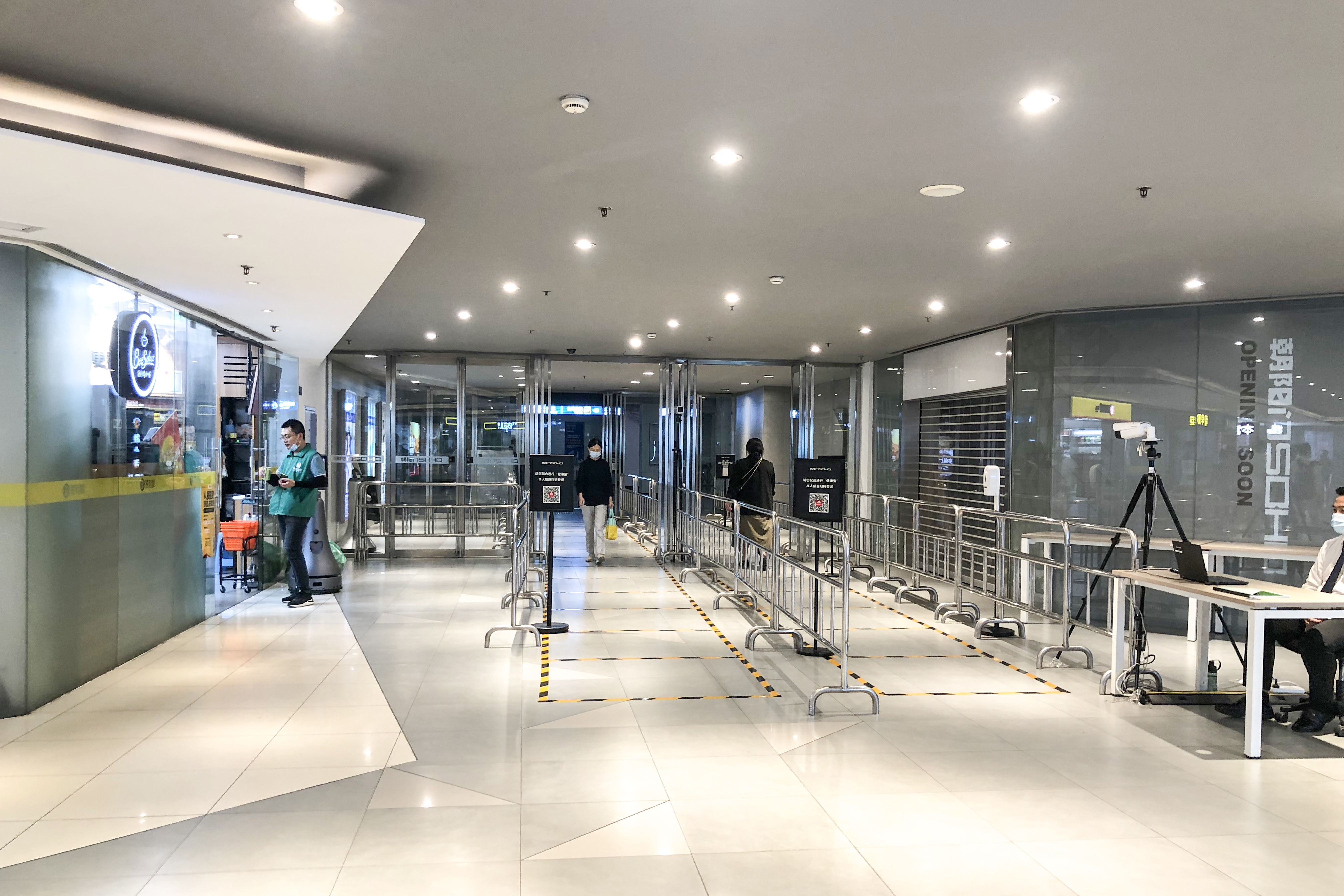
朝阳门SOHO地下一层通往G口售检票厅的通道

2号线朝阳门站一共有2个出入口：A东北、B西南。（B口暂缓开通或改造）
6号线朝阳门站一共有4个出入口：E西北、F东北、G东南、H西南，其中F口和G口均与6号线往2号线的换乘通道相连，G口亦有通道连接朝阳门SOHO和银河SOHO的地下一层。
2023年8月初，朝阳门站G口售票亭由售检票厅中央改移至南侧，并增设3组双向闸机。
|                             |                      |                                                      |      |            |
|                             |                      |                                                      |      |            |
| 编号                        | 指示                 | 建议前往的目的地                                     | 照片 | 无障碍设施 |
| 连通 2号线站厅              |                      |                                                      |      |            |
| 出口 · A · 轮椅升降台标志   | 朝阳门外大街（北侧） | 丰联广场、悠唐购物中心                               |      |            |
| 连通 6号线站厅              |                      |                                                      |      |            |
| 出口 · E                    | 朝阳门内大街（北侧） | 中国海油大厦                                         |      | 不適用     |
| 出口 · F                    | 朝阳门北大街（西侧） | 豆瓣小区、仓南胡同、北京市长安公证处                 |      | 不適用     |
| 出口 · G                    | 朝阳门内大街（南侧） | 凯恒中心、中华人民共和国外交部、朝阳门SOHO、银河SOHO |      | 不適用     |
| 出口 · H · 升降机标志       | 朝阳门内大街（南侧） | 东城区回民小学、朝内小区、北京市方圆公证处           |      |            |
| 註： 設有 \| 設有輪椅升降台 |                      |                                                      |      |            |